# Carl Christoph Merkel
Carl Christoph Merkel (* 29. August 1799 in Bassum; † 19. Januar 1877 in Hannover) war ein deutscher Verwaltungsjurist und Politiker.

## Leben
Merkel, Sohn eines Amtmanns, studierte 1816 bis 1819 Rechtswissenschaften an der Universität Göttingen und war dort Mitglied des Corps Bremensia. Er wurde 1829 Kammersekretär bei der Domänenkammer, 1832 Schatzrat, 1866 Regierungsrat und Mitglied der Finanzdirektion, 1864 Finanzdirektor in Hannover. 1848/49 war er Mitglied des hannoverschen Staatsrats.
1829/30 und von 1832 bis 1866 war Merkel Mitglied der zweiten Kammer der Allgemeinen Ständeversammlung des Königreichs Hannover und 1832 bis 1866 deren Generalsekretär. Vom 27. Juni 1848 bis 27. Dezember 1848 gehörte er auch der Frankfurter Nationalversammlung als Nachrücker für Georg Theodor Meyer an. Er war Mitglied der Fraktionen Casino, später Landsberg. Er war dort Mitglied des Zentralausschusses für die Prüfung der Wahlen. Sein Nachfolger in der Nationalversammlung war Christian Lodemann.